# Bătălia de la Mirăslău
Bătălia de la Mirăslău a avut loc la 18 septembrie 1600 lângă Mirăslău între valahii conduși de Mihai Viteazul (sprijiniți de secui) și trupele austriece ale generalului italian Gheorghe Basta (sprijinite de sași și de nobilimea din Transilvania).

## Desfășurare
Conflictul dintre domnul Mihai Viteazu, devenit și principe al Transilvaniei în urma Bătăliei de la Șelimbăr, și nobilii transilvăneni s-a acutizat. Stăpânirea lui Mihai Viteazu în Transilvania a fost considerată nelegitimă de către Dieta de la Turda din 23 august/2 septembrie 1599, convocată de Ștefan Csáki (cel care dorea el însuși să devină principe al Transilvaniei), recunoscându-se autoritatea împăratului german Rudolf al II-lea (1576–1612).
Dieta a cerut ajutorul lui Giorgio Basta, care a răspuns chemării și a pornit din Ungaria de Sus spre Transilvania, iar cavaleria și trupele Dietei Transilvaniei l-au părăsit pe Mihai și au trecut de partea habsburgică. Ajutoarele venite din Muntenia au fost oprite de sașii brașoveni la 2/12 septembrie și 4/14 septembrie 1599.
În timp ce Mihai Viteazul dispunea de aproximativ 10.000 – 12.000 de oameni, armata nobilimii, împreunată cu cea a lui Basta, era formată din aproximativ 18.000 de oameni (din care 6.000 de cavaleri germani și flamanzi, purtători de cuirase, și muschetari valoni și francezi).
Mihai Viteazul și-a așezat oastea la Mirăslău, într-un loc îngust între râul Mureș, dealuri, pârâul Lapad și o pădure întărită prin șanțuri. Lupta a început cu atacurile artileriei, din ambele părți. Giorgio Basta a simulat retragerea pentru a-l obliga pe Mihai să părăsească poziția, iar acesta a căzut în cursa întinsă. Cavaleria sa a fost atacată de muschetari și cuirasați și risipită, tunurile pierdute, în timp ce o mare parte din mercenarii cazaci l-au părăsit.
Înfrângerea a fost catastrofală, murind 4.000 dintre oamenii săi, iar domnul, pentru a se salva, trece Mureșul, pornind spre Alba Iulia. Cu ajutor muntean reușește să ia tezaurul din capitala Transilvaniei și, în contextul pătrunderii oștilor polone în Moldova și Țara Românească, a trecut munții pentru a respinge atacul polon din Țara Românească.

## Cauzele înfrângerii lui Mihai Viteazul
Trecerea sașilor de partea Casei de Habsburg a fost cauzată de numeroasele jafuri comise de trupele lui Mihai Viteazul, precum cele de la Ghimbav, Codlea, Merghindeal, Cincu, Șura Mică, Cristian, Câlnic etc. În plan extern Polonia nu a acceptat trecerea Moldovei sub dominația Țării Românești, iar sprijinul împăratului Rudolf al II-lea față de Mihai Viteazul a scăzut, în contextul suspiciunii că Mihai va trece de partea otomană. Generalul Giorgio Basta a fost trimis în Transilvania pentru a întări cursul antiotoman. În această conjunctură a avut loc bătălia de la Mirăslău din 16 septembrie 1600 între Mihai Viteazul și generalul imperial Basta, care se îndrepta spre Alba Iulia. Mihai, care se afla la Orăștie, l-a întâmpinat lângă satul Mirăslău. Cu toate că-și alesese o poziție întărită în mod natural, Mihai cu firea lui impulsivă, nu a profitat de această așezare strategică și s-a lăsat provocat de Basta, care a simulat o retragere. Mihai considerând această retragere ca un semn de slăbiciune a trupelor lui Basta, părăsește poziția întărită și începe să urmărească pe inamic. Această mare greșeală a fost una din cauzele înfrângerii de la Mirăslău. O altă cauză a fost superioritatea trupelor lui Basta. Trebuie amintit că dincolo de succesele sale militare, poziția lui Mihai era fragilă din cauza precarității mijloacelor sale pecuniare și militare. O altă cauză, după părerea cancelarului polon Ioan Zamoyski, este că „domnului român i-au lipsit cele mai bune unități pe care le avea: mercenarii lui Baba Novac, oastea lui Udrea și oastea română a lui Sava armașul și Radu Buzescu”.